# Juris Alunāns
Gustavs Georgs Frīdrihs Alunāns, també conegut com a Juris Alunāns, (Jaunkalsnava, gubèrnia de Livònia, Imperi Rus, 13 de maig de 1832 - parròquia de Jostene, gubèrnia de Curlàndia, Imperi Rus, 18 d'abril de 1864) fou un filòleg i escriptor letó, un dels precursors del moviment Joves Letons (jaunlatvieši), el qual va iniciar la renaixença literària del letó. Influït per les idees del romanticisme europeu, va dedicar-se a estudiar el folclore popular, en el convenciment que en ell estava present el més genuí de les arrels nacionals letones. En la seva transcripció de cançons i llegendes va ajudar a modernitzar l'idioma, amb l'aportació de nombrosos neologismes (més de 500 mots posteriorment reconeguts com a normatius)